# Domenico Gambino (calciatore)
Domenico Gambino (Rocchetta Tanaro, 7 novembre 1920 – Caresanablot, 30 luglio 1961) è stato un calciatore italiano, di ruolo centrocampista o attaccante.

## Carriera
Ala, ha disputato con la maglia del Torino cinque incontri del campionato di Serie A 1949-1950, quello successivo alla Tragedia di Superga. Ha inoltre disputato sei campionati di Serie B nelle file di Pro Vercelli e Spezia, per complessive 130 presenze e 11 reti fra i cadetti.

## Morte
Dopo il ritiro divenne impiegato all'Istituto di Previdenza Sociale; morì nel 1961 all'età di 40 anni in un incidente stradale.